# Elena Radu
Elena Radu, född den 24 mars 1975 i Pogoanele, Rumänien, är en rumänsk kanotist.
Hon tog OS-brons på K-4 500 meter i samband med de olympiska kanottävlingarna 2000 i Sydney.